# From the D 2 the LBC
From the D 2 the LBC (englisch etwa für „von Detroit bis nach Long Beach“) ist ein Lied des US-amerikanischen Rappers Eminem, das er zusammen mit dem Rapper Snoop Dogg aufnahm. Der Song ist die einzige Singleauskopplung seines Best-of-Albums Curtain Call 2 und erschien am 24. Juni 2022. Es ist die erste gemeinsame Veröffentlichung beider Rapper seit dem Jahr 2000.

## Inhalt
| Liedteil   | Künstler   |
| Intro      | Eminem     |
| 1. Strophe | Eminem     |
| Refrain    | Eminem     |
| 2. Strophe | Snoop Dogg |
| Outro      | Snoop Dogg |

In From the D 2 the LBC zollen sich beide Rapper gegenseitig für ihre Karrieren und ihren Erfolg Respekt. Dabei erwähnen sie auch ihre Heimatstädte Detroit (Eminem) und Long Beach (Snoop Dogg). Textlich dreht es sich zudem großteils um Marihuana und dessen berauschende Wirkung. So rappt Eminem, dass er unter dem Einfluss von Snoop Doggs Weed stehe. Seine Strophe enthält zahlreiche Wortspiele, Vergleiche und Metaphern, die sich teilweise ebenfalls auf Drogenkonsum beziehen. Snoop Dogg orientiert sich an Eminems Rapstil und verwendet ebenfalls rhetorische Stilmittel. Er rappt vor allem über Reichtum und Macht.

“Put your doobies high, if you reside in 213

Let’s see them blunts raised

Whether you Eastside or Westside of the 313

Let’s see them guns blaze”

## Produktion
Der Song wurde von Eminem selbst produziert, der zusammen mit Snoop Dogg und Luis Resto auch als Autor fungierte.

## Musikvideo
Bei dem zu From the D 2 the LBC gedrehten Musikvideo führte James Larese Regie. Es verzeichnet auf YouTube über 40 Millionen Aufrufe (Stand: August 2022). Das Video ist teilweise animiert und zeigt Eminem und Snoop Dogg als NFT-Affen aus der Kollektion Bored Ape. Zu Beginn nehmen die Rapper den Song gemeinsam im Tonstudio auf, wobei Snoop Dogg einen Joint raucht, durch dessen Wirkung beide als Affen in eine bunte Comicwelt eintauchen. Dort erleben sie auf ihrem Drogentrip verschiedene Abenteuer. So fliegt Eminem auf Schallplatten durch den Weltraum und schießt sich von Detroit nach Long Beach, wo er in einem Cabrio neben Snoop Dogg landet und mit einer Motorsäge andere Autos zersägt. Snoop Dogg fliegt anschließend auf einem Joint durch die Stadt und beide treten auf einem überdimensionalen Radio vor der jubelnden Menge auf. Zwischendurch sind die Musiker wiederkehrend in einem halbdunklen Raum zu sehen, in dem sie den Song rappen.
Bei den MTV Video Music Awards 2022 wurde es in der Kategorie Best Hip-Hop Video nominiert, unterlag jedoch Do We Have a Problem? von Nicki Minaj feat. Lil Baby.

## Single

### Covergestaltung
Das Singlecover ist im Comicstil gehalten und zeigt Eminem und Snoop Dogg als NFT-Affen aus dem zugehörigen Musikvideo. Eminem trägt eine Goldkette und ein Basecap, während Snoop Dogg einen Joint im Mund hat. Im oberen Teil befinden sich die Schriftzüge Eminem & Snoop Dogg in Gelb sowie Shady Comics Group in Weiß, wogegen der Titel From the D 2 the LBC rechts unten in Orange steht. Im Hintergrund ist grün-gelber Himmel zu sehen.

### Chartplatzierungen
From the D 2 the LBC erreichte im deutschsprachigen Raum nur die Singlecharts in der Schweiz, wo sich der Song in der Chartwoche vom 3. Juli 2022 auf Rang 66 platzierte. In Deutschland belegte From the D 2 the LBC in der Chartwoche vom 1. Juli 2022 Rang drei der Single-Trend-Charts. Darüber hinaus erreichte die Single Platz 51 in Großbritannien sowie Rang 72 in den Vereinigten Staaten.
| ChartsChartplatzierungen       | Höchstplatzierung | Wochen |
| ------------------------------ | ----------------- | ------ |
| Schweiz (IFPI)                 | 66 (1 Wo.)        | 1      |
| Vereinigtes Königreich (OCC)   | 51 (2 Wo.)        | 2      |
| Vereinigte Staaten (Billboard) | 72 (1 Wo.)        | 1      |